# Aleksey Reunkov
Aleksey Reunkov (né le 28 janvier 1984 à Zlatooust) est un athlète russe, spécialiste du marathon.
Il participe aux Jeux olympiques de 2012 à Londres où il termine 14e et remporte la médaille de bronze des Championnats d'Europe 2014 à Zurich.